# Chủ nghĩa dân tộc công dân
Chủ nghĩa dân tộc công dân, còn được gọi là chủ nghĩa dân tộc tự do, là một hình thức của chủ nghĩa dân tộc được xác định bởi các nhà triết học chính trị tin vào một hình thức bao gồm chủ nghĩa dân tộc tuân thủ các giá trị tự do truyền thống về tự do, khoan dung, bình đẳng và quyền cá nhân.
Những người theo chủ nghĩa dân tộc công dân thường bảo vệ giá trị của bản sắc dân tộc bằng cách tuyên bố các cá nhân cần một bản sắc dân tộc để có được cuộc sống tự chủ và có ý nghĩa  và rằng các nền chính trị dân chủ cần bản sắc dân tộc để hoạt động đúng cách. Chủ nghĩa dân tộc công dân thường tương phản với chủ nghĩa dân tộc.
Ernest Renan thường được coi là một trong những nhà tư tưởng đầu tiên của chủ nghĩa dân tộc công dân.

## Tổng quan
Chủ nghĩa dân tộc công dân là một khái niệm chính trị được xây dựng dựa trên quyền công dân trong một quốc gia. Vì thế, một "quốc gia dân sự" không được xác định bởi ngôn ngữ hay văn hóa, mà là bởi sự tổ chức chính trị và các quyền tự do, những thứ mà công dân của nhà nước đó cam kết duy trì. Các thành viên trong một dân tộc công dân đón nhận tất cả những ai chia sẻ chung những giá trị của ấy.
Trên nguyên tắc, một dân tộc hoặc nhà nước công dân không có mục đích đặt một nền văn hóa này lên trên một nền văn hóa khác. Triết gia người Đức Jürgen Habermas tranh luận rằng người nhập cư đến một đất nước dân chủ, tự do thì không cần phải bị đồng hóa với văn hóa của chủ nhà, nhưng cần chấp nhận các luật lệ của quốc gia đó (Hiến pháp ái quốc)
Một định nghĩa có tính đương đại hơn về chủ nghĩa dân tộc tự do được đưa ra bởi Yael Tamir trong cuốn sách kinh điển của cô "Liberal Nationalism", cũng như cuốn sách gần đây hơn, "Why Nationalism". Cả hai cuốn sách đều cho rằng những nền dân chủ hiện đại không thể tồn tại nếu thiếu đi xương sống của đất nước, thứ cung cấp một định nghĩa về "nhân dân" như là một đơn vị chính trị xứng đáng tự quyết và tự trị. Tamir cũng lập luận rằng sự hình thành của nhà nước phúc lợi hiện đại phụ thuộc vào ý tưởng quốc gia là một đơn vị chính trị có chung số phận và tầm nhìn.

## Lịch sử
Chủ nghĩa dân tộc công dân nằm trong truyền thống của chủ nghĩa duy lý và chủ nghĩa tự do, nhưng xét dưới hình thức là một chủ nghĩa dân tộc chủng tộc, nó trái ngược với chủ nghĩa dân tộc. Tư cách thành viên của các quốc gia dân tộc được xem là tự nguyện, như trong định nghĩa kinh điển của Ernest Renan "Cái gì là một dân tộc?" của quốc gia như là một "cuộc trưng cầu dân ý hàng ngày" được đặc trưng bởi "ý chí sống cùng nhau". (cần dẫn nguồn) Tư tưởng dân tộc công dân có ảnh hưởng đến sự phát triển của nền dân chủ đại diện ở các quốc gia như Pháp hoặc Hoa Kỳ (xem tuyên ngôn độc lập của Hoa Kỳ năm 1776, và tuyên ngôn về nhân quyền và quyền công dân năm 1789).

## Phê bình
Những lời chỉ trích chính đối với chủ nghĩa dân tộc công dân xuất phát từ chủ nghĩa dân tộc chủng tộc, họ cho rằng cái trước được phát minh ra chỉ để hành động chống lại cái sau.